# Генріх Гордий
Генріх Гордий (нім. Heinrich der Stolze; бл. 1108 — 1139) — герцог Баварії під ім'ям Генріх X з 1126 року, герцог Саксонії під ім'ям Генріх II з 1137 року, маркграф Тоскани з 1137 року, з роду Вельфів. Другий син герцога Баварії Генріха IX Чорного.

## Біографія
Генріх успадкував Баварію після того, як його батько Генріх IX пішов у монастир і незабаром, 1126 року, помер. Як було раніше домовлено між Генріхом IX і імператором Лотаром II, Генріх Гордий одружився 29 травня 1127 року з єдиною донькою імператора і його спадкоємицею Гертрудою Суплінбурзькою. Таким чином, під його контроль перейшли численні володіння на півночі Німеччини, що раніше належали графам Супплінбурга, Брауншвейга (Брунонам) і Нортхайма.
Генріх Гордий був вірним прихильником імператора в боротьбі зі Штауфенами: братами Фрідріхом II, герцогом Швабії, основним суперником Лотара за німецьку корону на виборах 1125 року і Конрадом, герцогом Франконії, проголошеним своїми прихильниками королем в 1127. Генріх безуспішно облягав Нюрнберг (1127 рік), брав участь у захопленні Шпаєра (1129) і взяв Ульм (1134). В 1129 році Генріх Гордий спробував обманом захопити в полон Фрідріха II, але зазнав невдачі. Війна завершилася 1135 року, коли Штауфени визнали владу Лотара. Одночасно Генріх Гордий вплутався в Баварії в конфлікт (тривав до 1133) за призначення єпископа Регенсбурга з Фрідріхом, графом Богени.
У 1136—1137 роках Генріх супроводжував імператора в поході до Італії. В Італії Лотар подарував йому титул маркграфа Тоскани, а римський папа Інокентій II передав йому території, що раніше належали маркграфині Матільді Тосканській.
Незадовго до смерті Лотар II присвоїв Генріху титул герцога Саксонії і передав королівські регалії. Коли імператор помер (4 грудня 1137) Генріх Гордий як його зять і, безсумнівно, найбільш могутній з князів Німеччини був головним претендентом на королівську корону. Однак королем 7 березня 1138 обрали колишнього антикороля Конрада III, герцога Франконії. Генріх Гордий передав Конраду королівські регалії, але відмовився підкориться його умові відмовитися від одного з двох герцогств. Після невдалої спроби досягти угоди, король позбавив Генріха обох герцогств. Саксонія була передана маркграфу Північної марки Альбрехту Ведмедю, синові молодшої дочки герцога Магнуса, а Баварія — маркграфу Австрії Леопольду IV. Генріх Гордий швидко здобув перемогу над Альбрехтом в Саксонії і збирався вторгнутися в Баварію, але раптово помер у Кведлінбурзі. Похований в Кенігслуттерському соборі поруч з Лотаром II.
Права його малолітнього сина Генріха Лева в Саксонії продовжувала захищати вдова Лотара II Ригенза Нортгеймська, а в Баварії — молодший брат Генріха Вельф VI.